# Bodewes Eco Trader 8700
Der Bodewes Eco Trader 8700 (manchmal auch Eko Trader 8700 geschrieben) der niederländischen Bodewes-Werft ist ein Mehrzweck-Schiffstyp mit Groot Cross-Bow.

## Einzelheiten
Der Schiffsentwurf ist eine verlängerte Variante des Basistyps Bodewes Eco Trader 8250. Der Schiffstyp ist als Mehrzweck-Trockenfrachtschiff mit achtern angeordnetem Deckshaus und langem, mittleren Laderaum ausgelegt. Der Rauminhalt des Laderaums beträgt 11.895 m3, die Tankdecke ist für Belastungen von 15 Tonnen/m2 ausgelegt. Die versetzbaren Zwischendecks können mit 3,5 Tonnen/m2 belastet werden, die Lukendeckel mit 1,75 Tonnen/m2. In der Hauptsache werden die Schiffe im Transport von Massengütern, Massenstückgütern, kleineren Projektladungen oder Containern eingesetzt. Die Containerkapazität beträgt 287 TEU. Die Schiffe sind mit zwei an Backbord angebrachten, elektrohydraulischen NMF-Schiffskränen mit jeweils 60 Tonnen Hubvermögen ausgerüstet, die im gekoppelten Betrieb Kolli von bis zu 120 Tonnen bewegen können. Die Laderäume der Schiffe werden durch Stapellukendeckeln (Piggy-Back) verschlossen, die von einem verfahrbaren Lukenwagen bedient werden.
Der Antrieb der Schiffe besteht aus einem MaK-Viertakt-Dieselmotor des Typs 6M32 mit einer Leistung von rund 3000 Kilowatt. Der Motor ermöglicht eine Geschwindigkeit von etwa 12,5 Knoten. Die An- und Ablegemanöver werden durch ein Bugstrahlruder unterstützt. Besonders auffällig ist das Vorschiff mit Groot Cross-Bow, dessen Form einen geringen Treibstoffverbrauch ermöglichen soll. Außerdem soll diese Bugform bei starken Seegang die Stampfbewegungen des Schiffes minimieren.
Von den Schiffen der kleineren 8250-Variante wurden bisher zwei in Dienst gestellt, die UAL Africa und die UAL Bodewes. Der erste Stapellauf der 8700-Variante erfolgte Anfang November 2012 mit der UAL Houston, welcher 2013 die UAL Texas folgte. Alle Schiffe der Serie waren während des Baus zunächst für die Marner Reederei Erwin Strahlmann eingetragen und wurden jeweils bei Fertigstellung von der Reederei Universal Africa Lines übernommen.

## Die Schiffe
| Bodewes Eco Trader 8700      | Bodewes Eco Trader 8700 | Bodewes Eco Trader 8700 | Bodewes Eco Trader 8700 | Bodewes Eco Trader 8700          | Bodewes Eco Trader 8700                    |
| Bauname                      | Baunummer               | IMO-Nummer              | Ablieferung             | Auftraggeber                     | Umbenennungen und Verbleib                 |
| ---------------------------- | ----------------------- | ----------------------- | ----------------------- | -------------------------------- | ------------------------------------------ |
| UAL Houston                  | NB 762                  | 9542348                 | 2012                    | Strahlmann Reederei, Brunsbüttel | -                                          |
| UAL Texas                    | NB 763                  | 9542350                 | 2013                    | Nescos Shipping, Hoogezand       | -                                          |
| UAL Rodach                   | NB 764                  | 9681534                 | 2014                    | Nescos Shipping, Hoogezand       | vom Stapel als UAL Cologne und so in Fahrt |
| Daten: Equasis, grosstonnage |                         |                         |                         |                                  |                                            |